# ママディ・ドゥンブヤ
ママディ・ドゥンブヤ（フランス語: Mamady Doumbouya, 1980年3月4日 - ）は、ギニアの軍人（陸軍大将）、政治家。現在、同国暫定大統領。2021年9月5日、第11-13代大統領であったアルファ・コンデ政権に対し2021年ギニアクーデターを引き起こした。軍事政権の首班である国民結集発展委員会の議長を務める。

## 生涯
1980年3月4日、ギニアのカンカン州に生まれた。フランス外人部隊に所属し、最高位は下士官であった。その後ギニアに戻りギニア軍に所属し、アルファ・コンデ大統領（当時）が創設したギニア特殊部隊の指揮を執った。これまでの海外での経験から、いくつかの国での訓練においては指揮を率いていた。 2019年には中佐に昇進し、翌年には大佐に昇進した。
2021年9月5日、特殊部隊によるクーデターを起こして大統領を打倒し、その後、国民結集発展委員会の議長に就任した。 ギニアの国営テレビで演説し、政府の解散と憲法の停止を発表した。『国の危機的な政治状況、司法の道具化、民主主義の原則の欠如、行政の極端な政治化、貧困と腐敗』により、国民結集発展委員会は次のように述べた。 『その責任を負う』。 また、『民衆がエリートに押しつぶされたなら、軍隊は民衆に自由を与えるべきだ』というガーナのジェリー・ローリングス元大統領の言葉を引用した。委員会は9月27日に「憲章」を発表し、移行政権は新たな憲法の起草と自由選挙が実施されるまでの期間とされた。また国家元首と軍部の長を兼ねた国家の指導者として暫定大統領職を設置することとなった。
10月1日、暫定大統領に就任。10月6日、暫定首相に文民のモハメド・ベアヴォギを指名した。翌2022年7月17日にはベアヴォギの病気治療のためベルナール・グムに首相を代行させ、8月20日にそのまま正式な首相に据えた。
2022年10月21日、西アフリカ諸国経済共同体との間で2年で民政移管することで原則合意したと発表した。しかし2023年9月21日に第78回国連総会にて行った演説の中で西洋型民主主義はアフリカ大陸ではうまくいかないと発言し、会場からは拍手が起こっている。民政移管まであと8カ月と迫った2024年2月19日にベルナール・グム内閣を解散させた。
2024年1月には大佐から将軍に昇進。

## 私生活
フランス人の妻を持ち、3人の子供がいる。